# Коновницыны
Коновни́цыны — русский графский и древний дворянский род, из московских бояр.
Род внесён в Бархатную книгу. При подаче документов (декабрь 1685) для внесения рода в Бархатную книгу, была предоставлена родословная роспись Коновницыных.
Род внесён в V и VI части родословной книги Санкт-Петербургской, Харьковской и Вологодской губерний.

## Происхождение и история рода
Родоначальник боярин Андрей Иванович Кобыла, имел сына боярина Семёна Андреевича по прозванию Жеребец, правнук которого — Иван Семёнович Лодыгин (V колено), по прозванию Коновница, стал родоначальником Коновницыных. Его потомки служили в Новгороде. Представители рода в XV—XVIII веках несли службу на небольших должностях в провинции: Иван Михайлович воевода в Куконосе (Кокенгаузен) (1656). Трое Коновницыных стольники Петра Великого. В конце XVIII века род дал выдающихся военачальников и администраторов: Пётр Петрович Коновницын был при Екатерине II архангельским и олонецким генерал-губернатором, губернатором в Новгородском наместничестве (1784-1785). Пётр Коновницын (1803—1830), декабрист, разжалован в солдаты.
Дворянский род пресёкся на Василии Вячеславовиче Коновницыне (1832—1879) — капитане 2-го ранга.
Герб Коновницыных имеет много общего с гербами других родов, возводящих своё происхождение к Андрею Кобыле.

#### Известные представители
- Коновницын Пётр Васильевич - стольник патриарха Филарета (1627-1629). московский дворянин (1629-1677), воевода в Изборске (1644-1647).
- Коновницын Степан Михайлович - стряпчий (1640), московский дворянин (1658).
- Коновницын Иван Михайлович - воевода в Куконосе (1656), московский дворянин (1658).
- Коновницын Иван - воевода в Сольвычегодске (1668).
- Коновницын Гавриил Степанович -  московский дворянин (1676-1677).
- Коновницыны: Роман Петрович и Никита Степанович - стряпчие (1671-1692).
- Коновницыны: Фёдор Степанович и Матвей Иванович - стольники (1682-1692)[7].

## Графы Коновницыны
Именным высочайшим указом (12 декабря 1819) член Государственного совета, генерал-адъютант, генерал от инфантерии Петр Петрович Коновницын возведен, с нисходящим его потомством, в графское Российской империи достоинство. Родовым гнездом графов Коновницыных стала усадьба Кярово на территории современной Псковской области. В местной церкви сохранилась их усыпальница.

#### Известные представители
- Коновницын, Пётр Петрович (1743—1796) — Санкт-петербургский гражданский губернатор
  - граф Коновницын, Пётр Петрович (1764—1822) — генерал, герой Отечественной войны 1812 года;
 OO  Анна Ивановна Корсакова (1769—1843)
    - граф Коновницын, Пётр Петрович (декабрист) (1803—1830) — участник Северного тайного общества
    - граф Коновницын, Иван Петрович (1806—1867) — участник Северного тайного общества
      - граф Коновницын, Николай Иванович (1836—1877)
        - граф Коновницын, Сергей Николаевич (1866—1906) — адъютант Ф. В. Дубасова
          - граф Коновницын, Николай Сергеевич (1892—1963) — член российской олимпийской команды наездников

      - граф Коновницын, Эммануил Иванович (1850—1915) — лидер «Союза Русского Народа»
      - граф Коновницын, Алексей Иванович (1855—1919) — член Главного Совета «Союза Русского Народа»
        - граф Пётр Алексеевич (1901—1965) — автор мемуаров
          - граф Алексей Петрович (род. 1933) — продолжатель графской ветви рода; живёт в США, от брака с потомственной дворянкой Еленой Андреевной Подшиваловой имеет дочь Татьяну (род. 1956) и двух сыновей — Петра (род. 1956) и Константина (род. 1972)

    - граф Коновницын, Григорий Петрович (1810—1846) — российский военный деятель
    - графиня Елизавета Петровна (1802—1867) — фрейлина, жена декабриста М. М. Нарышкина, последовавшая за ним в ссылку.